# 小島宏 (社会学者)
小島 宏（こじま ひろし、1953年 - ）は日本の社会学者。早稲田大学教授、早稲田大学イスラーム地域研究機構アジア・ムスリム研究所所長、日本経済学会連合評議委員（日本統計学会代表）。人口問題研究所で人口政策研究部長、国際関係部長を務め、日本人口学会理事、移民政策学会理事、日本人口学会国際交流委員会委員（2014-2015年度）等を務めた。
修士（早稲田大学）、社会学博士（ブラウン大学、1992年、指導教授 Frances K.Goldscheider）。